# جائزة بلجيكا الكبرى 1958
جائزة بلجيكا الكبرى 1958 هو سباق فورمولا 1 أقيم بتاريخ 15 يونيو 1958 في حلبة دي سبا فرانكورشومب، بلجيكا. كان الخامس من أصل 11 في بطولة العالم لسباقات الفورمولا واحد موسم 1958. حلّ البريطاني توني بروكس أولا بينما جاء البريطاني مايك هاوثورن في المركز الثاني وحصل على المركز الثالث البريطاني ستيوارت لويس إيفانز.

## الترتيب النهائي
|         | الترتيب | السائق          | النقاط |
| ------- | ------- | --------------- | ------ |
|         | 1       | ستيرلنغ موس     | 17     |
| 4       | 2       | مايك هاوثورن    | 14     |
| 1       | 3       | لويجي موسو      | 12     |
| 1       | 4       | هاري شيل        | 10     |
| 2       | 5       | موريس ترنتينيان | 8      |
| المصدر: |         |                 |        |